# Fort Robidoux
Pour les articles homonymes, voir Duchesne.
Le Fort Robidoux est un ancien poste de traite situé dans comté de Uintah, dans l’Utah, aux États-Unis. Il fut fondé par le trappeur et négociant Antoine Robidoux en 1832.

## Géographie
Fort Robidoux est situé près de la confluence de la rivière Uinta et de la rivière Whiterocks et de la future localité de Whiterocks. Antoine Robidoux établit ce poste de traite fortifié sur l'ancienne piste espagnole, dénommée Old Spanish Trail ou Viejo Sendero Español.

## Histoire
Le fort Robidoux fut d'abord un poste de traite édifié en 1832, près de l'actuelle ville de Whiterocks, par des trappeurs canadiens français et franco-louisianais venus de la ville de Saint-Louis. Parmi eux, Guillaume Roseau, alias "Toopeechee" Reed, Jim Reed, Denis Julien et Auguste Archambeaux. Le lieu de "La Roche Blanche" le long du cours d'eau fut choisi car il se situait sur l'ancienne piste espagnole, dénommée Old Spanish Trail ou Viejo Sendero Español. Peu de temps après, le trappeur et négociant Antoine Robidoux racheta leur poste de traite, puis déplaça ce poste de traite de quelques lieues et le fortifia en fortin, les années suivantes, pour le transformer en fort Robidoux.
La traite de la fourrure était très développée entre les coureurs des bois, trappeurs et explorateurs d'une part et les tribus amérindiennes, ici celle de la Nation Utes. La même année, Kit Carson établit un poste de traite portant son patronyme dans la même région que celui de Robidoux. Si celui de Kit Carson ne perdura pas dans le temps, Antoine Robidoux fortifia son poste en fortin, les années suivantes.
Antoine Robidoux prit la citoyenneté mexicaine et épousa une Mexicaine, Carmel Benevedes, la fille adoptive du gouverneur du Nouveau-Mexique. Cela lui permit d'obtenir une autorisation de commercer et de piégeage pour les autorités mexicaines. Il profita de cet avantage en commerçant avantageusement avec les Amérindiens, non seulement le commerce de la peau, mais également celui de l'alcool et des armes. Tout cela prit fin avec la cession mexicaine, mettant un terme à la guerre américano-mexicaine et la création du Territoire de l'Utah. Le commerce d'Antoine Robidoux était fortement concurrencé par celui de la compagnie de la Baie d'Hudson. Le commerce des peaux commençait à décliner. Les relations entre les Amérindiens et Antoine Robidoux se dégradèrent. Au début des années 1840, Antoine Robidoux partit s'installer à Santa Fe pour continuer son négoce, puis à Taos. En 1844, le fort fut attaqué et incendié par les Amérindiens.